# Elsagate
Elsagate é um neologismo que se refere à controvérsia em torno dos vídeos no YouTube e no YouTube Kids, classificados como "amigos da criança", mas que contêm temas inapropriados para crianças. A maioria dos vídeos dessa classificação é notável por apresentar conteúdo como violência, situações sexuais, fetiches, drogas, álcool, injeções, humor escatológico explícito e situações e atividades perigosas ou perturbadoras.
Esses vídeos geralmente apresentam personagens populares da mídia voltada para a família, às vezes via crossovers, usados sem permissão legal. O termo em si é composto por Elsa (uma personagem do filme de animação Frozen da Disney, que é frequentemente retratado nesses vídeos) e -gate (um sufixo para escândalos) No entanto, a controvérsia da Elsagate também incluiu canais como o Toy Freaks, que não apresentam personagens adequados para crianças / famílias, mas crianças reais, e levantaram preocupações sobre possíveis abusos infantis.
A maioria dos vídeos nessa categoria é composta por filmes de ação ao vivo ou animações digitais grosseiras, embora alguns canais tenham usado técnicas mais elaboradas, como animação em argila. Apesar das políticas de restrição de idade do YouTube, esses vídeos às vezes são marcados de maneira a contornar os algoritmos de segurança infantil embutidos, chegando até ao YouTube Kids e, portanto, são difíceis de moderar devido à grande escala da plataforma. Para capturar os resultados da pesquisa e atrair a atenção dos usuários, seus títulos e descrições apresentam nomes de personagens famosos, bem como palavras-chave como "educação", "aprender cores", "canções de ninar", etc. Eles também incluem anúncios colocados automaticamente, tornando-os lucrativos para seus proprietários e para o YouTube. Apesar da natureza questionável e muitas vezes confusa desses vídeos, muitos atraem milhões de visualizações.
Embora existam críticas aos próprios canais desde pelo menos 2014, a conscientização pública sobre o fenômeno aumentou em 2017, quando a grande mídia começou a relatar sobre segurança infantil no YouTube. Naquele ano, após reportagens de vários meios de comunicação, o YouTube adotou diretrizes mais rígidas sobre o conteúdo infantil. No final de novembro, a empresa começou a excluir em massa canais e vídeos da categoria Elsagate, além de grandes quantidades de outros vídeos inadequados ou comentários de usuários relacionados a crianças.

## História

##### História antiga (2014-2017)
Os canais Elsagate existem desde pelo menos 2014. Em junho de 2016, o The Guardian publicou um artigo sobre o canal Webs and Tiaras, criado em março do mesmo ano. Aparentemente sediados no Canadá, Webs e Tiaras se tornaram em dois meses o terceiro canal mais visto do YouTube, com cerca de 1,7 bilhão de visualizações. O canal mostrou pessoas vestidas como personagens como Homem-Aranha, Elsa e o Coringa se envolvendo em ações bizarras ou sem sentido. Os vídeos em si tinham música de fundo, mas sem diálogo. O artigo também informou que vários canais quase idênticos chamados Toy Monster, The Superheroes Life e The Kids Club apareceram no YouTube.
Em janeiro de 2017, um canal sob controle de um parceiro do YouTube no Vietnã, o Spiderman Frozen Marvel Superhero Real Life, bloqueou seus assinantes vietnamitas após reclamações dos pais sobre o conteúdo de seus vídeos. O dono do canal foi posteriormente multado pelas autoridades vietnamitas.
O elevado número de pontos de vista levaram alguns a preocupações de voz que esses canais são de jogos do sistema usando bots ou clique fazendas para inflar ver figuras para maiores proporções; no entanto, não há evidências para isso.
Em fevereiro de 2017, o The Verge comentou que "os adultos se fantasiam e exibem esquetes estranhos e sem palavras se tornaram uma indústria em expansão na maior plataforma de vídeo do mundo" e que, embora muitos vídeos fossem "pueris, mas benignos", outros apresentavam conteúdo mais questionável como humor escatológico e situações violentas ou sexuais. O artigo observou que a maioria dos vídeos era feita com um orçamento muito limitado e "algumas fantasias de Halloween", o que os tornava fáceis de produzir e contribuíam para sua multiplicação. Também atribuiu seu sucesso ao uso frequente de "preocupações freudianas ", que as crianças pequenas podem achar fascinantes, divertidas ou assustadoras, como "fazer xixi, cocô, beijos, gravidez e a terrível noção de ir ao médico e procurar um médico". tiro".
Também em fevereiro, o The Awl publicou um artigo sobre Webs e Tiaras e canais semelhantes, descrevendo seu conteúdo como "um pesadelo absurdo", com títulos como "Frozen Elsa fica com os pés de galinha!", "Frozen Elsa fica com CÉREBRO!", "Frozen Elsa e Anna TEAR SPIDERMAN APART!", "MAIL SANTA KIDNAPS Frozen Elsa & Spiderman!" Ou "Frozen Elsa LAVA O Spiderman no banheiro!". O site comentou que os vídeos eram "bastante distorcidos pelo conteúdo infantil: alguns vídeos envolvem Elsa dando à luz e, em outros, o Homem-Aranha injeta Elsa com um líquido colorido. Você meio que espera que os cenários sejam configurações pornôs. " Na maioria dos vídeos, as opções de gostar e não gostar foram desativadas, tornando impossível saber quantos usuários realmente se envolveram com eles. Muitos vídeos apresentavam centenas de comentários sem sentido, alguns sendo escritos por canais semelhantes em uma aparente tentativa de atrair mais cliques.
Em março, a BBC publicou uma matéria intitulada "Os vídeos perturbadores do YouTube que enganam crianças". O artigo focou em uma imitação da Peppa Pig, onde os dentes do personagem principal são dolorosamente arrancados por um dentista, e um vídeo mostrando o personagem queimando uma casa ocupada. O artigo também mencionou a existência de "centenas" de vídeos semelhantes, variando de cópias não autorizadas, mas inofensivas, de desenhos animados autênticos a conteúdo assustador e sangrento.
A CTV News também informou em março sobre o "problema dos toons falsos" do YouTube, com imitações com temas adultos de programas infantis populares frequentemente aparecendo no YouTube Kids: "Em alguns casos, o vídeo apresentará uma miniatura adequada para crianças, enquanto o próprio vídeo pode ser totalmente diferente "e não é adequado para crianças pequenas. A rede comentou que esses vídeos eram "frequentemente pesadelos de se ver, com muitas cenas assustadoras envolvendo monstros e sangue. Muitos desses vídeos se aventuram em território sombrio, com os personagens sendo perseguidos, atacados ou feridos de maneira sangrenta. "
O termo Elsagate foi cunhado na Internet em 2017. Durante o verão daquele ano, tornou-se uma hashtag popular no Twitter, pois os usuários chamavam a atenção para a presença desse material no YouTube e no YouTube Kids. No Reddit, um subreddit Elsagate (r / Elsagate) foi criado em 23 de junho para discutir o fenômeno, logo atraindo dezenas de milhares de usuários.

## A descoberta dos vídeos de Elsagate (2017)

#### Novembro 2017
Em novembro de 2017, vários jornais publicaram artigos sobre o canal do YouTube Toy Freaks, que havia sido criado dois anos antes por um pai solteiro chamado Greg Chism. A Toy Freaks tinha um total de 8,53 milhões de assinantes e estava entre os 100 mais vistos, antes de ser encerrada naquele mês. O canal geralmente apresentava as filhas de Chism e na maioria dos casos as mostrava assustadas ou chorando.
Esses vídeos também podem ser encontrados em plataformas de vídeo locais na China, onde o YouTube está bloqueado, incluindo Tencent, Youku e iQiyi. A Tencent criou uma equipe específica para monitorar sua plataforma de vídeo e encerrar permanentemente 121 contas e bloqueou mais de 4.000 palavras-chave de pesquisa até janeiro de 2018. O Ministério da Segurança Pública da China sugeriu que os internautas relatassem esses vídeos uma vez encontrados.
Várias celebridades, incluindo o rapper Bo B e o comediante Joe Rogan discutiram a Elsagate nas mídias sociais durante esse período.
Em 4 de novembro, o New York Times publicou um artigo sobre os vídeos "surpreendentes" passando pelos filtros do YouTube e perturbando crianças ", por engano ou porque maus atores encontraram maneiras de enganar os algoritmos do YouTube Kids". Em 6 de novembro, o autor James Bridle publicou no Medium uma peça intitulada Algo está errado na internet, na qual comentou sobre os "milhares e milhares desses vídeos": "Alguém ou alguma coisa ou alguma combinação de pessoas e coisas está usando o YouTube para sistematicamente assustar, traumatizar e abusar de crianças, automaticamente e em escala ". Bridle também observou que o conteúdo confuso de muitos vídeos parecia resultar da constante "sobreposição e mistura" de vários tropos, personagens ou palavras-chave populares. Como resultado, até vídeos com humanos de verdade começaram a se parecer com conteúdo automatizado, enquanto "paródias óbvias e até as imitações mais sombrias" interagiam com "as legiões de produtores de conteúdo algorítmico" até que se tornou "completamente impossível saber o que está acontecendo". Em   17 de novembro, o comentarista da Internet Philip DeFranco postou um vídeo abordando "o insano problema do YouTube Kids".
O New York Times descobriu que um dos canais de desenhos animados falsificados, o Super Zeus TV, estava vinculado a um site chamado SuperKidsShop.com, registrado na cidade de Ho Chi Minh, no Vietnã. Um homem que trabalhava no SuperKidsShop.com confirmou que seus parceiros eram responsáveis pelos vídeos, nos quais "uma equipe de cerca de 100 pessoas" estava produzindo. Os pedidos subsequentes para uma entrevista ficaram sem resposta.
Em 9 de novembro, os membros do grupo satírico de colagem sonora Negativland apresentaram um episódio de seu programa semanal de rádio Over the Edge, dedicado a Elsagate. "Modern Animal Kids" " mostra Elsagate através de um remix de três episódios dos anos 90 de Over The Edge, focados na mídia infantil, todos transmitidos nos últimos anos antes de a Teletubbies ser pioneira no marketing para a faixa demográfica de 6 a 18 meses".
Em 22 de novembro, o BuzzFeed News publicou um artigo sobre vídeos perturbadores que retratam crianças em situações perturbadoras e abusivas. As informações contidas no artigo vieram com a assistência do jornalista e ativista de direitos humanos Matan Uziel, cuja investigação e relatório ao FBI sobre o assunto foram enviados em 22 de setembro, informando sua liderança sobre "dezenas de milhares de vídeos disponíveis no YouTube que sabemos que são criados para servir como colírio para os olhos para adultos pervertidos e assustadores, predadores on-line para desfrutar de suas fantasias infantis".
Em   23 de novembro, o tablo franco-canadense Tabloïd divulgou uma investigação em vídeo sobre o Toy Monster, um canal vinculado a Webs e Tiaras. Eles confrontaram os criadores dos vídeos - baseados na costa sul da cidade de Quebec - que se recusaram a ser entrevistados. Um dos atores apresentados nos vídeos declarou anonimamente que ele era contratualmente obrigado a abster-se de comentar. A investigação revelou que conteúdo idêntico estava sendo postado em vários canais aparentemente operados pelas mesmas pessoas.
Em 28 de novembro, a Forbes apresentou Elsagate como um exemplo do "ventre sombrio da era digital". O autor do artigo comentou que a "escala gigantesca" do problema parecia indicar que o conteúdo infantil no YouTube havia se tornado "um monstro fora de nosso controle" e que "é aterrorizante imaginar quantas crianças foram afetadas" por Elsagate, de várias maneiras. além da nossa compreensão ".

## Efeito em crianças
Vários pais, adolescentes ou colegas que postaram no subreddit / r / Elsagate expressaram temores de que os vídeos fossem traumatizantes para as crianças.
O New York Times citou o professor de pediatria Michael Rich, que afirmou que esses vídeos eram potencialmente prejudiciais para as crianças que poderiam encontrá-los ainda mais perturbadores, já que "personagens que eles pensavam que conheciam e confiavam" eram mostrados se comportando de maneira imprópria ou violenta.

## Resposta do YouTube
Em agosto de 2017, o YouTube anunciou suas novas diretrizes sobre conteúdo e monetização. Em uma série contínua de esforços para desmonetizar vídeos controversos e ofensivos, foi anunciado que os criadores não poderiam mais gerar receita com vídeos que "faziam uso inadequado de personagens familiares". Em novembro do mesmo ano, anunciou que implementaria "uma nova política que restringe a idade do conteúdo no aplicativo principal do YouTube quando sinalizada".
A controvérsia se estendeu a canais que apresentavam não necessariamente personagens infantis, mas crianças reais, que às vezes realizavam atividades inapropriadas ou perigosas sob a orientação de adultos. Como parte de uma ação mais ampla, o YouTube excluiu o canal Toy Freaks, que apresentava um pai (Greg Chism) e suas duas filhas em situações potencialmente abusivas. Chism foi posteriormente investigado por funcionários de proteção à criança em Illinois e Missouri por suposto abuso infantil. Em dezembro de 2017, as autoridades anunciaram que Chism não enfrentaria acusações criminais. Antes de sua remoção, o canal tinha mais de 8,5 milhões de assinantes.
Também foi revelado na mídia que muitos vídeos com menores - frequentemente enviados pelas próprias crianças e mostrando conteúdo inocente - atraíram comentários de pedófilos e outros grupos. Alguns desses vídeos foram monetizados. Como resultado da controvérsia, vários anunciantes importantes congelaram os gastos no YouTube, forçando o YouTube a banir crianças de seu site, citando obrigações legais.
Em 22 de novembro de 2017, o YouTube anunciou que havia excluído mais de 50 canais e milhares de vídeos que não se encaixavam nas novas diretrizes. Em 27 de novembro, a empresa disse em comunicado ao BuzzFeed News que "encerrou mais de 270 contas e removeu mais de 150.000 vídeos", "desativou os comentários em mais de 625.000 vídeos segmentados por predadores infantis" e "removeu anúncios de quase 2 milhões de vídeos e mais de 50.000 canais, disfarçados de conteúdo familiar". O colaborador da Forbes, Dani Di Placido, escreveu que muitos vídeos problemáticos ainda podem ser vistos na plataforma e que "o grande volume de vídeos excluídos às pressas do site provam que os algoritmos do YouTube eram totalmente ineficazes na proteção de crianças pequenas".

## Motivos
Os motivos por trás desses vídeos são desconhecidos, embora The Verge tenha apontado que o conteúdo pode ser fascinante para as crianças. Como muitos dos vídeos têm milhões de visualizações e incluem anúncios, o New York Times sugeriu que os vídeos são financeiramente lucrativos.
Elsagate também se tornou alvo de várias teorias da conspiração, incluindo uma que afirma que os vídeos estão tentando normalizar a pedofilia ou abuso sexual contra menores.